# 叫了个鸡
叫了个鸡是一家主营炸鸡类产品的餐饮品牌，成立于2014年。此餐饮因其名称火爆起来。叫了个鸡餐饮因其名称不雅受争议，遭到过投诉并引起了工商局的调查。